# Azencross
L'Azencross è una corsa in linea maschile e femminile di ciclocross che si svolge ogni anno in dicembre a Loenhout, nella provincia di Anversa, in Belgio. Creato nel 1984, fa parte del calendario dello X2O Badkamers Trofee (ex GvA Trofee) sin dalla prima edizione della rassegna, nel 1987; nel 1993, nel 1994 e nel 1995 fece invece parte del calendario di Coppa del mondo.

## Storia
La prima edizione comprendeva due corse maschili, una per la categoria Elite e una per Debuttanti e Juniors. Quest'ultima nel 1991 fu suddivisa in due gare, una per i Debuttanti e una per gli Juniors. Nel 1996 fu aggiunta una prova riservata agli Under-23 e nel 1998 una femminile; dal 2018 si svolge anche la gara femminile Juniors.
Nel 2020 la prova è stata annullata a causa delle problematiche di gestione del percorso cittadino durante la pandemia di COVID-19; al posto dell'Azencross è stata organizzata una nuova prova, lo Herentals Crosst, valida anch'essa per lo X2O Badkamers Trofee.

## Albo d'oro

### Uomini Elite
Aggiornato all'edizione 2021.
| Anno | Vincitore                                    | Secondo                                      | Terzo                                        |
| ---- | -------------------------------------------- | -------------------------------------------- | -------------------------------------------- |
| 1984 | Roland Liboton                               | Hennie Stamsnijder                           | Alex Heremans                                |
| 1985 | Roland Liboton                               | Hennie Stamsnijder                           | Bert Vermeire                                |
| 1986 | Hennie Stamsnijder                           | Yvan Messelis                                | Ludo De Rey                                  |
| 1987 | Hennie Stamsnijder                           | Huub Kools                                   | Henk Baars                                   |
| 1988 | Roland Liboton                               | Yvan Messelis                                | Hennie Stamsnijder                           |
| 1989 | Danny De Bie                                 | Rein Groenendaal                             | Pascal Van Riet                              |
| 1990 | Danny De Bie                                 | Gustaaf Van Bouwel                           | Wim Lambrechts                               |
| 1991 | Danny De Bie                                 | Gustaaf Van Bouwel                           | Radomír Šimůnek sr.                          |
| 1992 | Adrie van der Poel                           | Peter Van Den Abeele                         | Guy Van Dijck                                |
| 1993 | Marc Janssens                                | Adrie van der Poel                           | Paul Herijgers                               |
| 1994 | Radomír Šimůnek sr.                          | Richard Groenendaal                          | Daniele Pontoni                              |
| 1995 | Paul Herijgers                               | Richard Groenendaal                          | Luca Bramati                                 |
| 1996 | Adrie van der Poel                           | Richard Groenendaal                          | Mario De Clercq                              |
| 1997 | Adrie van der Poel                           | Marc Janssens                                | Paul Herijgers                               |
| 1998 | Marc Janssens                                | Adrie van der Poel                           | Sven Nys                                     |
| 1999 | Richard Groenendaal                          | Sven Nys                                     | Adrie van der Poel                           |
| 2000 | Sven Nys                                     | Bart Wellens                                 | Erwin Vervecken                              |
| 2001 | Erwin Vervecken                              | Peter Van Santvliet                          | Jiří Pospíšil                                |
| 2002 | Sven Nys                                     | Richard Groenendaal                          | Tom Vannoppen                                |
| 2003 | Bart Wellens                                 | Sven Nys                                     | Ben Berden                                   |
| 2004 | Sven Nys                                     | Sven Vanthourenhout                          | Erwin Vervecken                              |
| 2005 | Sven Nys                                     | Enrico Franzoi                               | Petr Dlask                                   |
| 2006 | Niels Albert                                 | Sven Nys                                     | Erwin Vervecken                              |
| 2007 | Lars Boom                                    | Zdeněk Štybar                                | Niels Albert                                 |
| 2008 | Zdeněk Štybar                                | Sven Nys                                     | Radomír Šimůnek jr.                          |
| 2009 | Sven Nys                                     | Niels Albert                                 | Zdeněk Štybar                                |
| 2010 | Niels Albert                                 | Sven Nys                                     | Zdeněk Štybar                                |
| 2011 | Niels Albert                                 | Zdeněk Štybar                                | Sven Nys                                     |
| 2012 | Niels Albert                                 | Zdeněk Štybar                                | Kevin Pauwels                                |
| 2013 | Sven Nys                                     | Rob Peeters                                  | Niels Albert                                 |
| 2014 | Wout Van Aert                                | Mathieu van der Poel                         | Tom Meeusen                                  |
| 2015 | Tom Meeusen                                  | Tim Merlier                                  | Wout Van Aert                                |
| 2016 | Wout Van Aert                                | Tom Meeusen                                  | Kevin Pauwels                                |
| 2017 | Mathieu van der Poel                         | Wout Van Aert                                | Toon Aerts                                   |
| 2018 | Mathieu van der Poel                         | Wout Van Aert                                | Toon Aerts                                   |
| 2019 | Mathieu van der Poel                         | Eli Iserbyt                                  | Corné van Kessel                             |
| 2020 | annullato a causa della pandemia di COVID-19 | annullato a causa della pandemia di COVID-19 | annullato a causa della pandemia di COVID-19 |
| 2021 | Wout Van Aert                                | Michael Vanthourenhout                       | Toon Aerts                                   |
| 2022 | Wout Van Aert                                | Mathieu van der Poel                         | Tom Pidcock                                  |

### Donne Elite
Aggiornato all'edizione 2021.
| Anno | Vincitrice                                   | Seconda                                      | Terza                                        |
| ---- | -------------------------------------------- | -------------------------------------------- | -------------------------------------------- |
| 1998 | Daphny van den Brand                         | Isla Rowntree                                | Louise Robinson                              |
| 1999 | Hanka Kupfernagel                            | Daphny van den Brand                         | Inge Velthuis                                |
| 2000 | Hanka Kupfernagel                            | Louise Robinson                              | Daphny van den Brand                         |
| 2001 | Daphny van den Brand                         | Hanka Kupfernagel                            | Birgit Hollmann                              |
| 2002 | Daphny van den Brand                         | Hilde Quintens                               | Anja Nobus                                   |
| 2003 | Hanka Kupfernagel                            | Daphny van den Brand                         | Hilde Quintens                               |
| 2004 | Daphny van den Brand                         | Hanka Kupfernagel                            | Sabine Spitz                                 |
| 2005 | Marianne Vos                                 | Daphny van den Brand                         | Mirjam Melchers                              |
| 2006 | Hanka Kupfernagel                            | Daphny van den Brand                         | Marianne Vos                                 |
| 2007 | Hanka Kupfernagel                            | Mirjam Melchers                              | Saskia Elemans                               |
| 2008 | Daphny van den Brand                         | Katherine Compton                            | Marianne Vos                                 |
| 2009 | Daphny van den Brand                         | Marianne Vos                                 | Sanne van Paassen                            |
| 2010 | Marianne Vos                                 | Hanka Kupfernagel                            | Daphny van den Brand                         |
| 2011 | Marianne Vos                                 | Daphny van den Brand                         | Sanne Cant                                   |
| 2012 | Sanne Cant                                   | Nikki Harris                                 | Kateřina Nash                                |
| 2013 | Marianne Vos                                 | Katherine Compton                            | Helen Wyman                                  |
| 2014 | Kateřina Nash                                | Marianne Vos                                 | Ellen Van Loy                                |
| 2015 | Sanne Cant                                   | Pavla Havlíková                              | Ellen Van Loy                                |
| 2016 | Sanne Cant                                   | Marianne Vos                                 | Thalita de Jong                              |
| 2017 | Sanne Cant                                   | Lucinda Brand                                | Katherine Compton                            |
| 2018 | Lucinda Brand                                | Sanne Cant                                   | Denise Betsema                               |
| 2019 | Ceylin del Carmen Alvarado                   | Sanne Cant                                   | Annemarie Worst                              |
| 2020 | annullato a causa della pandemia di COVID-19 | annullato a causa della pandemia di COVID-19 | annullato a causa della pandemia di COVID-19 |
| 2021 | Lucinda Brand                                | Denise Betsema                               | Shirin van Anrooij                           |

### Uomini Under-23
Aggiornato all'edizione 2021.
| Anno | Vincitore                                    | Secondo                                      | Terzo                                        |
| ---- | -------------------------------------------- | -------------------------------------------- | -------------------------------------------- |
| 1996 | Sven Nys                                     | Bart Wellens                                 | Robby Pelgrims                               |
| 1997 | Sven Nys                                     | Bart Wellens                                 | Kipcho Volckaerts                            |
| 1998 | Bart Wellens                                 | Tom Vannoppen                                | Camiel van den Bergh                         |
| 1999 | Bart Wellens                                 | Tom Vannoppen                                | Davy Commeyne                                |
| 2000 | Davy Commeyne                                | Tim Pauwels                                  | Bart Aernouts                                |
| 2001 | Wim Jacobs                                   | Davy Commeyne                                | Michael Baumgartner                          |
| 2002 | Enrico Franzoi                               | Bart Aernouts                                | Thijs Verhagen                               |
| 2003 | Wesley Van Der Linden                        | Martin Zlámalík                              | Vladimir Kyzivát                             |
| 2004 | Kevin Pauwels                                | Radomír Šimůnek jr.                          | Mariusz Gil                                  |
| 2005 | Niels Albert                                 | Zdeněk Štybar                                | Eddy van Ijzendoorn                          |
| 2006 | Dieter Vanthourenhout                        | Rob Peeters                                  | Philipp Walsleben                            |
| 2007 | Boy van Poppel                               | Paul Voss                                    | Thijs van Amerongen                          |
| 2008 | Vincent Baestaens                            | Paweł Szczepaniak                            | Marcel Meisen                                |
| 2009 | Tom Meeusen                                  | Tijmen Eising                                | Kacper Szczepaniak                           |
| 2010 | Wietse Bosmans                               | Vincent Baestaens                            | Tijmen Eising                                |
| 2011 | Wietse Bosmans                               | David van der Poel                           | Tijmen Eising                                |
| 2012 | Corné van Kessel                             | Wietse Bosmans                               | Wout Van Aert                                |
| 2013 | Wout Van Aert                                | David van der Poel                           | Tim Merlier                                  |
| 2014 | Laurens Sweeck                               | Diether Sweeck                               | Toon Aerts                                   |
| 2015 | Daan Hoeyberghs                              | Quinten Hermans                              | Daan Soete                                   |
| 2016 | Eli Iserbyt                                  | Thijs Aerts                                  | Nicolas Cleppe                               |
| 2017 | Eli Iserbyt                                  | Thomas Pidcock                               | Yannick Peeters                              |
| 2018 | Ben Turner                                   | Timo Kielich                                 | Loris Rouiller                               |
| 2019 | Loris Rouiller                               | Timo Kielich                                 | Thomas Mein                                  |
| 2020 | annullato a causa della pandemia di COVID-19 | annullato a causa della pandemia di COVID-19 | annullato a causa della pandemia di COVID-19 |
| 2021 | Thibau Nys                                   | Mees Hendrikx                                | Emiel Verstrynge                             |

### Uomini Juniors
Aggiornato all'edizione 2021.
| Anno | Vincitore                                    | Secondo                                      | Terzo                                        |
| ---- | -------------------------------------------- | -------------------------------------------- | -------------------------------------------- |
| 2002 | Lars Boom                                    | Sebastian Langeveld                          | Jaroslav Kulhavý                             |
| 2003 | Niels Albert                                 | Roman Kreuziger                              | Petr Novotný                                 |
| 2004 | Tom Meeusen                                  | Rik van Ijzendoorn                           | Dennis Vanendert                             |
| 2005 | Boy van Poppel                               | Róbert Gavenda                               | Tom Meeusen                                  |
| 2006 | Jiří Polnický                                | Peter Sagan                                  | Joeri Adams                                  |
| 2007 | Kacper Szczepaniak                           | Lubomír Petruš                               | Stef Boden                                   |
| 2008 | Dylan van Baarle                             | Wietse Bosmans                               | Gerry Druyts                                 |
| 2009 | David van der Poel                           | Mike Teunissen                               | Danny van Poppel                             |
| 2010 | Danny van Poppel                             | Vojtěch Nipl                                 | Quentin Jauregui                             |
| 2011 | Mathieu van der Poel                         | Wout Van Aert                                | Martijn Budding                              |
| 2012 | Mathieu van der Poel                         | Logan Owen                                   | Curtis White                                 |
| 2013 | Adam Ťoupalík                                | Stijn Caluwe                                 | Roman Lehký                                  |
| 2014 | Roel van der Stegen                          | Gage Hecht                                   | Lander Loockx                                |
| 2015 | Thijs Wolsink                                | Spencer Petrov                               | Jari De Clercq                               |
| 2016 | Toon Vandebosch                              | Niels Vandeputte                             | Timo Kielich                                 |
| 2017 | Ryan Cortjens                                | Loris Rouiller                               | Ryan Kamp                                    |
| 2018 | Ryan Cortjens                                | Ben Tulett                                   | Lewis Askey                                  |
| 2019 | Tibor Del Grosso                             | Twan van der Drift                           | Ward Huybs                                   |
| 2020 | annullato a causa della pandemia di COVID-19 | annullato a causa della pandemia di COVID-19 | annullato a causa della pandemia di COVID-19 |
| 2021 | Kenay De Moyer                               | Jack Spranger                                | Kay De Bruyckere                             |

### Donne Juniors
Aggiornato all'edizione 2021.
| Anno | Vincitrice                                   | Seconda                                      | Terza                                        |
| ---- | -------------------------------------------- | -------------------------------------------- | -------------------------------------------- |
| 2018 | Sofie van Rooijen                            | Harriet Harnden                              | Kata Blanka Vas                              |
| 2019 | Lizzy Gunsalus                               | Zoe Bäckstedt                                | Fem van Empel                                |
| 2020 | annullato a causa della pandemia di COVID-19 | annullato a causa della pandemia di COVID-19 | annullato a causa della pandemia di COVID-19 |
| 2021 | Leonie Bentveld                              | Vanda Dlasková                               | Mirre Knaven                                 |